# Bataille de Cassano (1799)
Pour les articles homonymes, voir Bataille de Cassano.
 (août 2025).
Deuxième Coalition - Campagne d'Italie
Batailles
Guerre de la Deuxième Coalition
- St George's Caye (navale) (09-1798)
- Nicopolis (10-1798)
- Corfou (11-1798)
- Copenhague (navale) (04-1801)
- Algésiras (navale) (06-1801)

Campagne de Hollande
- Callantsoog (08-1799)
- Vlieter (08-1799)
- Zyp (09-1799)
- Bergen (09-1799)
- Alkmaar (10-1799)
- Castricum (10-1799)

Campagne de Suisse
- Ostrach (03-1799)
- Feldkirch (03-1799)
- 1re Stockach (03-1799)
- Frauenfeld (05-1799)
- Winterthour (05-1799)
- 1re Zurich (06-1799)
- Schwytz (08-1799) (en)
- Amsteg (08-1799)
- Saint-Gothard (09-1799)
- 2e Zurich (09-1799)
- Linth (09-1799)
- Muten (10-1799) (ru)
- Engen (05-1800)
- 2e Stockach (05-1800)
- Moesskirch (05-1800)
- Biberach (05-1800)
- Erbach (05-1800)
- Höchstädt (06-1800)
- Ampfing (12-1800)
- Hohenlinden (12-1800)

Campagne d'Égypte
- Malte 1 (06-1798)
- Malte 2 (06-1798)
- Alexandrie (07-1798)
- Chebreiss (07-1798)
- Pyramides (07-1798)
- 1re Aboukir (08-1798)
- Salheyeh (08-1798)
- Malte 3 (09-1798)
- Sédiman (10-1798)
- Caire (10-1798)
- Samanouth (01-1799)
- El Arish (02-1799)
- Syène (02-1799)
- Jaffa (03-1799)
- Saint-Jean-d'Acre (03-1799)
- Mont-Thabor (04-1799)
- 2e Aboukir (07-1799)
- Damiette (11-1799)
- Héliopolis (03-1800)
- 3e Aboukir (03-1801)
- Mandora (03-1801)
- Canope (03-1801)
- Fort Jullien (04-1801)
- Le Caire (06-1801)
- Alexandrie (08-1801)

2e Campagne d'Italie
- Vérone (03-1799)
- Magnano (04-1799)
- Cassano (04-1799)
- Mantoue (04-1799)
- Bassignana (05-1799)
- 1re Marengo (05-1799) (en)
- Modène (06-1799) (en)
- Trebbia (06-1799)
- 2e Marengo (06-1799) (en)
- Novi 1 (08-1799)
- Rome (09-1799)
- Mannheim (09-1799) (en)
- Novi 2 (10-1799) (en)
- Genola (11-1799)
- Gênes (04-1800)
- Sassello (04-1800) (en)
- Fort Bard (05-1800)
- Verceil (05-1800)
- Turbigo (05-1800)
- Montebello (06-1800)
- 3e Marengo (06-1800)
- Pozzolo (12-1800)

La bataille de Cassano s'est déroulée le 8 Floréal an VII (27 avril 1799), près de Cassano d'Adda. En l'absence de Bonaparte, enlisé dans la campagne d'Égypte, l'armée de la Deuxième Coalition, composée de troupes autrichiennes et russes sous les ordres du feld-maréchal Alexandre Souvorov remporta une victoire. Cette bataille fait partie des batailles relatées lors de la Campagne d'Italie de 1800.

## Contexte
Au début de 1799, se forme une nouvelle coalition entre l'Autriche, la Russie et la Turquie contre la France. L'Autriche veut entre autres reconquérir ses possessions italiennes conquises par Napoléon Bonaparte en 1798. En 1799, le général français est bloqué en Égypte et les Autrichiens veulent profiter de son absence pour lancer une contre-attaque. 
François Ier d'Autriche demande au tsar Paul Ier de confier le commandement des troupes austro-russes à Alexandre Souvorov, le plus réputé de ses généraux. Lorsqu'il arrive, au printemps, il dispose de 50 000 Autrichiens et de 30 000 Russes.
Sur tous les fronts, les Français ont 150 000 hommes mais, en Italie, le général Barthélemy Louis Joseph Schérer n'a sous ses ordres que 20 000 soldats qu'il a commis l'erreur de placer en un long cordon s'étendant de la Valteline jusqu'à Plaisance au-delà de l'Adda. Il a divisé son armée en trois fronts : la division Sérurier à Lecco, la division Grenier à Cassano et la division Victor à Lodi.
Le Directoire, conscient des carences de Schérer, le remplace dans le courant d'avril par le général Jean Victor Marie Moreau.

## Les généraux
Alexandre Souvorov a gagné sa réputation d'invincibilité durant la guerre russo-turque des années 1780. Il s'est alors emparé des forteresses réputées imprenables d'Otchakov sur le Dniepr et d'Izmaïl sur le Danube. En 1794, il a maté l'insurrection polonaise et est responsable en partie du massacre de Praga, alors que 20 000 civils de ce faubourg de Varsovie ont été tués sans raison valable par ses soldats. Les historiens contemporains ne s'entendent pas sur ce personnage controversé. Certains voient en lui un grand génie militaire, d'autres croient que sa réputation est surfaite.
Le général Moreau s'est illustré pendant les guerres révolutionnaires. En 1794, il participe à la conquête de la Hollande  sous les ordres de Jean-Charles Pichegru. En 1797, il s'empare de Kehl après avoir franchi le Rhin mais son offensive a été arrêté par les préparatifs de la paix de Léoben. Après la découverte de la trahison de Pichegru, le Directoire lui enlève son commandement et le laisse dans l'inactivité pendant un an car il le soupçonne de collusion avec son ex-ami. Les erreurs trop flagrantes de Schérer le ramènent sur le devant de la scène au printemps 1799.

## Veille de la bataille
En arrivant sur le terrain, Moreau sait, qu'à moins d'un miracle, il ne pourra pas remporter la victoire. Il espère l'arrivée rapide des renforts promis par le Directoire afin de lancer une offensive surprise. De son côté, Souvorov, qui vient d'entrer en Italie, décide de l'attaquer immédiatement. Michael von Melas commande les troupes autrichiennes mais il est sous ses ordres. L'aile droite est sous les ordres du général Paul Kray, flanqué des généraux russes Pierre de Bagration et Alexandre Korsakov. Souvorov ordonne à Kray de s'emparer de Brescia le 17 avril. Mélas doit s'avancer vers Ciari, Hohenzollern doit occuper Crémone. 
Le 20 avril, Ott, Pierre de Bagration et Korsakov arrivent devant Brescia, défendu par les 1 200 soldats du chef de brigade Boucret. Après quelques heures de canonnade, la garnison française décide de se rendre. Le même jour, Hohenzollern s'empare sans coup férir de Crémone, capturant par la même occasion onze bateaux chargés d'artillerie et d'approvisionnements. 
Les troupes françaises qui restent se retranchent derrière l'Adda. C'est à ce moment que Schérer rend officiellement le commandement à Moreau.

## Déroulement de la bataille
Le premier choc de la bataille a lieu le 25 avril lorsque l'avant-garde russe, commandée par Bagration, tente de s'emparer du pont de Lecco, à la limite nord du front. Les Russes sont mis en échec par le général Sérurier, qui tient bon malgré la supériorité numérique de l'armée ennemie. La première journée se termine par une victoire française.
Le 26 au matin, Souvorov met ses pions en place pour une attaque soutenue. Bagration est toujours devant le pont de Lecco, l'Autrichien Seckendorf s'est placé face aux troupes du général Laboissière à Lodi, Mélas à Treviglio, Zoph à Canonica, Wakassovitch à Brivio, Ott devant le château de Trezzo. Souvorov lui-même s'est installé face au centre du front français à Cassano, lieu de commandement du général Moreau.
Les Français sont trop peu nombreux pour réussir à contenir l'attaque ennemie. Wakassovitch s'empare de Brivio et réussit à franchir l'Adda. Les soldats, qui tenaient la place, font retraite vers Cassano où Moreau cherche à concentrer ses troupes. 
Plus tard, dans la journée, les Autrichiens parviennent à jeter un pont sur l'Adda près du château de Trezzo, qu'Ott et Zoph traversent aisément. La journée du 26 se termine donc par une détérioration des positions françaises. 
Le 27 avril au matin, Ott et Zoph attaquent un bataillon français qui se replie à Pozzo mais parvient à relancer une contre-offensive victorieuse. Ott est repoussé. Pour les Français, ce sera cependant la seule victoire de la journée. 
Ailleurs, le front est coupé en trois parties par les troupes de Wakassovitch et Chastelet. Le coup fatal est porté lorsque le général Mélas attaque les retranchements français du canal de Retorto où ils couvrent la tête de pont de Cassano. Ils sont refoulés mais retraitent en bon ordre et parviennent même à mettre le feu au pont afin d'arrêter la poursuite de l'ennemi. 
C'est dans ces conditions que Moreau décide de se retirer vers Milan. Il fait installer plusieurs batteries d'artillerie bombardant les Austro-Russes pendant la retraite de ses hommes. Cette tactique lui permet de sauver l'armée française d'un désastre qui s'annonçait.
Les pertes françaises sont tout de même de 2 000 morts et 3 000 prisonniers.

## Conséquences
La bataille de Cassano est gagnée par les Russes mais Moreau a tout de même limité les dégâts. Il retraite vers Milan et couvre la ville afin de faire évacuer les membres du gouvernement cisalpin et tous les Milanais compromis avec les Français. Le 29 avril, Souvorov entre dans Milan pendant que Moreau se retire vers Gênes et la Ligurie.     